# Abraham Crijnssen
Abraham Crijnssen (* in Vlissingen; † 1. Februar 1669 in Paramaribo) war ein Eroberer und Gouverneur von Suriname.

## Leben
Crijnssen war als Kommandeur der Admiralität von Zeeland als Befehlshaber auf der Fregatte Zeelandia an der vier- und zweitägigen Seeschlacht gegen die Engländer während des Zweiten Englisch-Niederländischen Seekrieges beteiligt.
Charles II. hatte am 4. März 1665 der Republik der Niederlande den Krieg erklärt, der am 31. Juli 1667 mit dem Frieden von Breda endete.
Am 30. Dezember 1666 legte Crijnssen mit drei Fregatten und vier kleineren Schiffen, bemannt mit 750 Seeleuten und 225 Soldaten der Landmiliz, von Veere aus ab. Sein Auftrag lautete, den Engländern in Westindien soviel Schaden wie möglich zuzufügen.
Ende Februar 1667 kam die Flottille vor Fort Willoughby bei Paramaribo an. Nach kurzem Beschuss ergaben sich die Engländer unter Gouverneur William Byam. Crijnssen sicherte den Siedlern die gleichen Rechte zu wie unter den Engländern, u. a. Recht auf freie Glaubensausübung für die jüdischen Kolonisten. Er ernannte einen seiner Kapitäne, Maurits de Rama, zum Gouverneur und ließ 150 Soldaten zur Verteidigung der für Zeeland neu eroberten Kolonie zurück. Die Befestigungsanlage bekam dann auch folgerichtig den Namen Fort Zeelandia.
Nachdem er die niederländischen Niederlassungen Berbice und Essequibo im heutigen Guyana verstärkt hatte, besetzte er Tobago. Er segelte nach Martinique, vereinigte sich dort mit einer französischen Flotte und gemeinsam versuchte man, die Insel Nevis zu erobern – doch eine englische Flotte verhinderte dies in der Seeschlacht vor Nevis. Er trennte sich wieder von den Franzosen, segelte nach Virginia und überfiel in der Mündung des James River erfolgreich englische Schiffe. Nach dem Beutezug kehrte er nach Zeeland zurück.
Am 31. Juli 1667 wurde der Frieden von Breda geschlossen, der u. a. die Eroberung von Suriname im Tausch für Neu-Amsterdam besiegelte.
Wahrscheinlich aus Unkenntnis über den Friedensvertrag oder aus Vergeltung für den verlorenen Familienbesitz hatte Henry Willoughby, ein Neffe des ertrunkenen Francis Willoughby, von Barbados aus kommend, im Oktober 1667 Suriname zurückerobert und die Pflanzer aufgefordert, die Kolonie zu verlassen. Als der Bericht über die Rückeroberung Zeeland erreichte, wurde Abraham Crijnssen erneut beauftragt, nach Suriname zu segeln und den Vertrag von Breda umzusetzen. Ende April 1668 nahm er das geplünderte Suriname erneut und damit endgültig für Zeeland in Besitz.
In einem Brief vom 16. März 1669 an die Staten van Zeeland (die Provinz Zeeland war zu diesem Zeitpunkt noch Eigentümerin von Suriname) teilte Pieter Versterre mit, dass Abraham Crijnssen am 1. Februar 1669 in Paramaribo verstorben und noch am selben Tag mit militärischen Ehren begraben worden war. Zu diesem Zeitpunkt war sein Nachfolger als Gouverneur, Philip Julius Lichtenberg, bereits mit dem Segelschiff unterwegs, denn Versterre berichtet weiter, dass Lichtenberg am 12. Februar 1669 in Paramaribo ankam. Versterre war also für die kurze Zeit von 12 Tagen von Crijnssen als Gouverneur ad interim eingesetzt worden. Wie Versterre weiter an die Herren von Zeeland mitteilte, verfügte die Plantagenkolonie zu diesem Zeitpunkt u. a. über 2.000 afrikanische Sklaven und 32 Zuckerrohrmühlen.